# 374 Burgundia
A 374 Burgundia (ideiglenes jelöléssel 1893 AK) a Naprendszer kisbolygóövében található aszteroida. Auguste Charlois fedezte fel 1893. szeptember 18-án.